# Aloe stromovitá
Aloe stromovitá (Aloe arborescens) je druh sukulentní rostliny z rodu aloe, který pochází z jižní Afriky (Jihoafrická republika, Malawi), roste v suchém klimatu. Roste převážně na horských hřebenech a skalách, též na křovinaté buši, v pásmu od mořského pobřeží až do hor. Existuje mnoho hybridů. Tento druh aloe se podobně jako aloe pravá používá v bylinné medicíně. Její výtažky pomáhají při hojení ran a popálenin, cukrovce a zvýšené hladině krevních lipidů. Tyto pozitivní účinky jsou přisuzovány přítomností látek, jako jsou polysacharidy, antrachinony, C-glykosidy a lektiny.

## Popis
Aloe stromovitá je sukulentní rostlina keřového vzrůstu s holým kmínkem, která dorůstá výšky až 200 cm, výjimečně 400 cm. Tvoří dužnaté zelené až šedozelené listy dlouhé do 60 cm. Okraje listů jsou zubaté s docela pevnými trny. Uvnitř listu se nachází průhledný polotekutý gel s obsahem již uvedených léčivých látek. Na jednoduchém květním stvolu vytváří zářivě červené květy dlouhé 4–5 cm.

## Pěstování
Aloe stromovitá je hojně pěstována jako okrasná rostlina. Tento druh je navíc populární v moderním zahradnictví a domácím lékařství. Schopnost uchovávat v listech zásobní látky jí umožňuje přežít v oblastech s nízkým úhrnem srážek, což je ideální pro skalky a zahrady s malým množstvím vody. Je poměrně odolná vůči škůdcům. V tropech a subtropech se pěstuje celoročně na venkovních zahradách, zatímco v mírném podnebí ji lze pěstovat jako přenosnou rostlinu - v létě venku, v zimě v bytě nebo zimní zahradě. Vyžaduje slunné místo a omezenou zálivku. V zimním období potřebuje teplotu alespoň 5 °C. Ideální teplota na přezimování se pohybuje kolem 15-19 °C. Daří se jí v hlinito-písčité půdě. Při pěstování v květináči nevyžaduje přesazování často - jednou za tři až čtyři roky. Množí se postranními odnožemi nebo vrcholovým řízkem, který rychle zakoření.

## Využití
Gel obsažený v listech pomáhá proti lupénce. Popáleniny se léčí přiložením rozdrcených listů na poraněné místo. Průmyslově se šťáva zpracovává sušením, konečný produkt zvaný sabur je součástí mnoha léčivých přípravků, jako jsou například švédské kapky. Zuluové používají prášek ze sušených listů jako ochranu proti bouřím.